# (7446) Hadrien
(7446) Hadrien, désignation internationale (7446) Hadrianus, est un astéroïde de la ceinture principale.

## Description
(7446) Hadrien est un astéroïde de la ceinture principale. Il fut découvert par Cornelis Johannes van Houten, Ingrid van Houten-Groeneveld et Tom Gehrels le 29 septembre 1973 à l'observatoire Palomar. Il présente une orbite caractérisée par un demi-grand axe de 3,11 UA, une excentricité de 0,079 et une inclinaison de 1,77° par rapport à l'écliptique.
Il fut nommé en l'honneur de l'empereur romain Hadrien, fils adoptif de Trajan.

## Compléments